# 虚宿一
虚宿一，即宝瓶座β（β Aqr，β Aquarii）是一颗位于水瓶座的超巨星，距离地球约540光年。

## 特征
虚宿一的视星等为2.87，是宝瓶座最亮的恒星， 恒星光谱是G0 Ib。 从1943年开始，这颗恒星的光谱就被当做其他恒星光谱分类的稳定锚点之一。 根据视差测量，它距离地球大约540光年（160秒差距）。 虚宿一的质量大约是太阳质量的6.0至6.5倍，但它的亮度是太阳亮度的3000倍，意味其半径为太阳半径的59倍。 据估计，虚宿一的年龄为6000万年， 这个时间足够使一颗如此大质量的恒星演变成一颗超巨星。虚宿一的表面有效温度约为5700K，这使得它的呈现出G型星特征的黄色色调。
虚宿一日冕发射出来的X射线已经被钱德拉X射线天文台所探测，它也是首颗X射线被探测的G型超巨星。值得注意的是，在它附近还有一个次要的X射线源，可能是从一个河外星系发射出来。 虚宿一和危宿一（宝瓶座α）、离宫四（飞马座η）三颗中等质量的恒星组成一个恒星群落，它们在星际运动的方向垂直于银河面。

## 伴星
| 视星等 | 11.0          | 11.6          |
| 赤经   | 21h 31m 31.9s | 21h 31m 33.0s |
| 赤纬   | -05° 33′ 46″  | -05° 35′ 10″  |

虚宿一肉眼看只能看到单独一颗恒星，而通过望远镜观测，可以发现它的附近有两颗昏暗的伴星。其中一颗视星等为11.0，在1947年，它的位置角位于主星的321°方位，距离主星35.4角秒。  另外一颗伴星视星等为11.6，位置角位于主星的186°方位，距离主星57.2角秒。 但直至2008年的最新观测仍无法判断这三颗恒星是否组成一个恒星系统，抑是互不关联的恒星，只是刚好在天球上位于同一个方向。

## 神话和命名
虚宿一在西方的传统名字为Sadalsuud（有时候也写成Sad es Saud，Sadalsund或Saad el Sund），来自于阿拉伯语سعد السعود， 意思为“幸中之幸”。在古代人的世界观（如古埃及、波斯和伊斯兰神话）中，虚宿一和太阳一起升起意味着冬天已经过去，温和的季节到来，持续的雨季开始。 因此，和幸运有关的神话被视为和春天的本质——新生命的蓬勃发展密切一致，并可延伸至农业，农业发展是所有的社会繁荣或者说是“好运”的基础。在埃及天文学家Al Achsasi Al Mouakket制定的星表《Calendarium》中，虚宿一被称为Nir Saad al Saaoud，翻译为拉丁语为Lucida Fortunæ Fortunarum，意思是最亮的幸中之幸恒星。 这是因为在神话中和“幸中之幸”相关的恒星还有两颗：天壘城一（宝瓶座ξ）和天壘城二（摩羯座46），它们在阿拉伯天文学中属于月宿22d Manzil。 此外，虚宿一和天壘城一组成的月宿在波斯人中称为Bunda，科普特人中称为Upuineuti，其意思均为“基础”。
在中国古代星官系统中，虚宿一属于北方玄武七宿中虚宿虚 (星官)第一星， 这也是虚宿一名字的来由。“虚”意思是指废墟或负责处理丧事的官员。虚星官由两颗恒星组成，另一颗恒星是虚宿二（小马座α）。
虚宿一在古印度被称为Kalpeny，在吠陀支文献记录的古印度天文学中，它属于二十七宿的第23宿，称为Shravishthā （धनष्ठा）或Dhanistā。在幼发拉底河流域，虚宿一被称为Kakkab Nammaχ，意思为强大的命运之星，这个名字可能是由其阿拉伯月宿名幸中之幸得来。